# Будяса
Будяса (рум. Budeasa) — комуна у повіті Арджеш в Румунії. До складу комуни входять такі села (дані про населення за 2002 рік):
- Будяса-Маре (752 особи) — адміністративний центр комуни
- Будяса-Міке (758 осіб)
- Валя-Мерулуй (345 осіб)
- Гелешешть (1033 особи)
- Калотешть (690 осіб)
- Рогожина (260 осіб)

Комуна розташована на відстані 113 км на північний захід від Бухареста, 7 км на північ від Пітешть, 104 км на північний схід від Крайови, 101 км на південний захід від Брашова.

## Населення
За даними перепису населення 2002 року у комуні проживали 3838 осіб.
Національний склад населення комуни:
| Національність | Кількість осіб | Відсоток |
| -------------- | -------------- | -------- |
| румуни         | 3811           | 99,3%    |
| цигани         | 26             | 0,7%     |
| угорці         | 1              | < 0,1%   |

Рідною мовою назвали:
| Мова      | Кількість осіб | Відсоток |
| --------- | -------------- | -------- |
| румунська | 3837           | > 99,9%  |
| угорська  | 1              | < 0,1%   |

Склад населення комуни за віросповіданням:
| Релігія       | Кількість осіб | Відсоток |
| ------------- | -------------- | -------- |
| православні   | 3807           | 99,2%    |
| бретрени      | 11             | 0,3%     |
| п'ятдесятники | 5              | 0,1%     |
| адвентисти    | 5              | 0,1%     |
| атеїсти       | 4              | 0,1%     |
| римо-католики | 2              | 0,1%     |
| реформати     | 2              | 0,1%     |
| баптисти      | 2              | 0,1%     |

## Зовнішні посилання
- Дані про комуну Будяса на сайті Ghidul Primăriilor